# Wilhelm Weber (Politiker, 1879)
Wilhelm Weber (geboren 6. Januar 1879 in Hamburg; gestorben 12. Juli 1961 in Hannover) war ein sozialdemokratischer Politiker und von 1946 bis 1956 Oberbürgermeister von Hannover.

## Leben
Bereits im Alter von zwei Jahren verlor Weber, Sohn eines Tapezierermeisters, seine Eltern und wuchs im Waisenhaus auf. 1893 begann er eine Bäckerlehre in Wittingen, welche er 1897 abschloss. 1901 schloss er sich in Dortmund der Gewerkschaftsbewegung an.
1902 zog er nach Hannover, wurde 1903 Mitglied der Sozialdemokratischen Partei Deutschlands (SPD) und im selben Jahr Vorsitzender der Ortsverwaltung des Bäckerhandwerks.
Ab 1906 war er Gewerkschaftssekretär des hannoverschen Bäckerverbands. Während des Ersten Weltkriegs diente er als Soldat und wurde 1917 vor Verdun verwundet.
Unmittelbar nach dem Krieg wurde Weber 1918 Mitglied des Soldatenrats in Hannover. Nach der Ausrufung der Weimarer Republik wirkte er nach den Kommunalwahlen am 23. Februar 1919 für die SPD im hannoverschen Bürgervorsteherkollegium, ab dem 13. Dezember 1929 als dessen Wortführer. Von 1925 bis 1930 war er Mitglied des Reichsbanners Schwarz-Rot-Gold.
Im Jahr der Machtergreifung durch die Nationalsozialisten im Jahr 1933 übte er letztmals seine Funktion als Gewerkschaftssekretär des Bäckerhandwerks aus. 1936 wurde er verhaftet und am 13. Mai 1937 durch das Kammergericht Berlin zu einem Jahr Gefängnis verurteilt.
Während des Zweiten Weltkrieges arbeitete Wilhelm Weber von 1940 bis 1945 im Steuer- und Fahndungsdienst des Oberfinanzpräsidiums in Hannover. In diesem Zeitraum wurde er nach dem gescheiterten Hitler-Attentat vom 20. Juli 1944 im Rahmen der Aktion Gewitter erneut verhaftet und verbrachte mehrere Wochen im KZ Neuengamme.

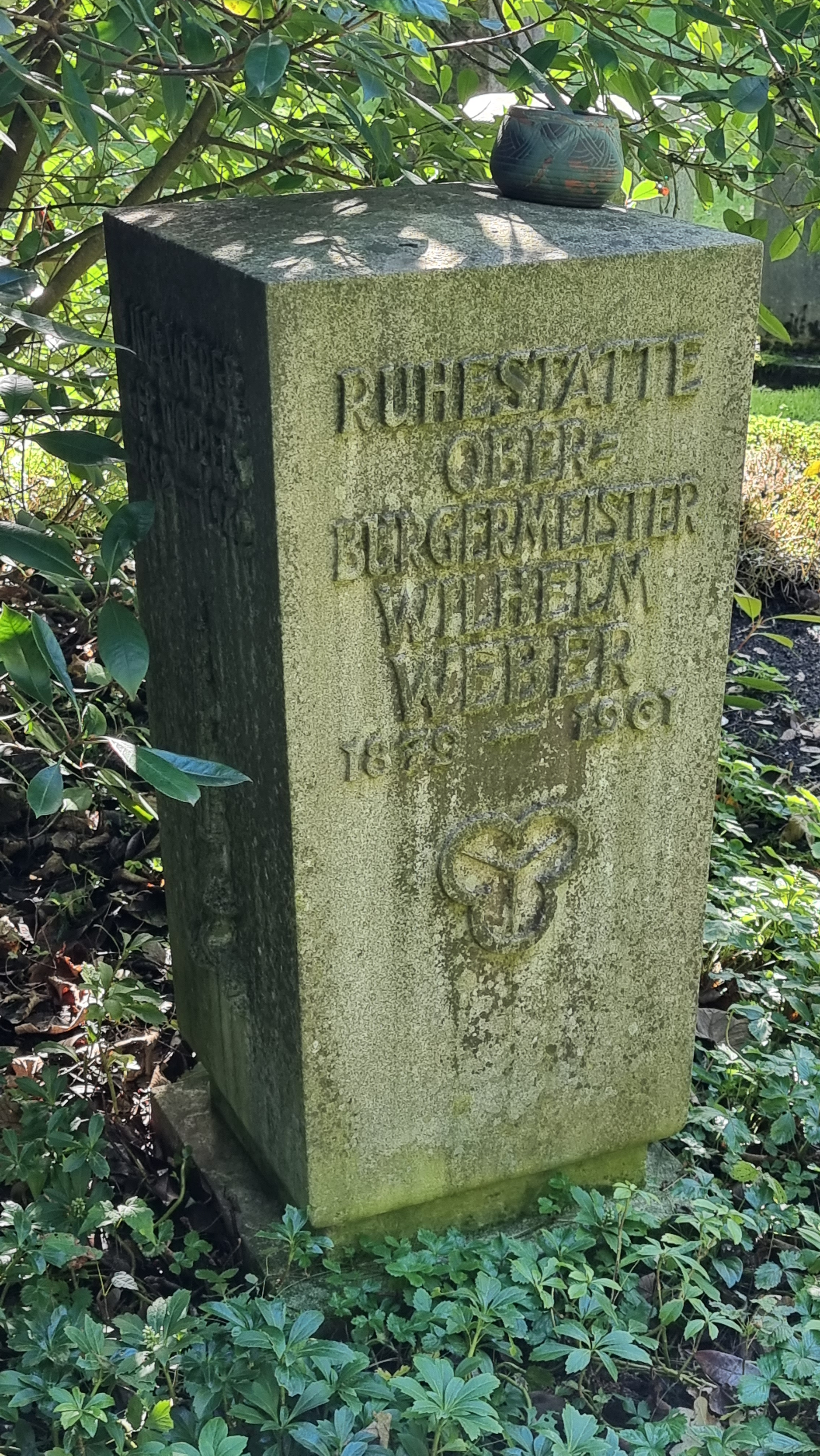
Grabstein für Lina, geborene Wolpers, und Wilhelm Weber auf dem Stadtfriedhof Stöcken

Nach dem Ende des Krieges wirkte Weber mit Genehmigung der britischen Militärbehörden zunächst als Sekretär und später als Landesleiter der IG Nahrung-Genuss-Gaststätten. Im Januar 1946 wurde er als Mitglied des von den Briten „ernannten“ Rates von Hannover als stellvertretender Oberbürgermeister eingesetzt und vom ersten gewählten Rat der Stadt Hannover am 26. Oktober 1946 schließlich zum Oberbürgermeister gewählt. Diese Aufgaben nahm er bis zu den Kommunalwahlen am 28. Oktober 1956 wahr, wirkte jedoch weiterhin als Mitglied des hannoverschen Rates bis zu den Kommunalwahlen vom 19. März 1961.
Weber war maßgeblich am Wiederaufbau Hannovers beteiligt.

## Ehrungen
Für seine Leistungen erhielt Wilhelm Weber zahlreiche Auszeichnungen:
- 1953 wurde er Ehrensenator
  - der Tierärztlichen Hochschule[1]
  - und der Technischen Hochschule.[1]
- 1954 erhielt er das Große Bundesverdienstkreuz für seine Leistungen bei Neuaufbau der nun niedersächsischen Landeshauptstadt verliehen.[1]
- 1956 wurde Wilhelm Weber zum Ehrenbürger der Stadt Hannover ernannt.[1]